# Phagnalon rupestre
 Phagnalon rupestre   (L.) DC., 1836 è una specie di pianta angiosperma dicotiledone della famiglia delle Asteraceae (sottofamiglia Asteroideae).

## Etimologia
Il nome scientifico della specie è stato definito dai botanici Carl Linnaeus (1707-1778) e Augustin Pyramus de Candolle (1778-1841) nella pubblicazione " Prodromus Systematis Naturalis Regni Vegetabilis ... (DC.)" ( Prodr. [A. P. de Candolle] 5: 396) del 1836.

## Descrizione

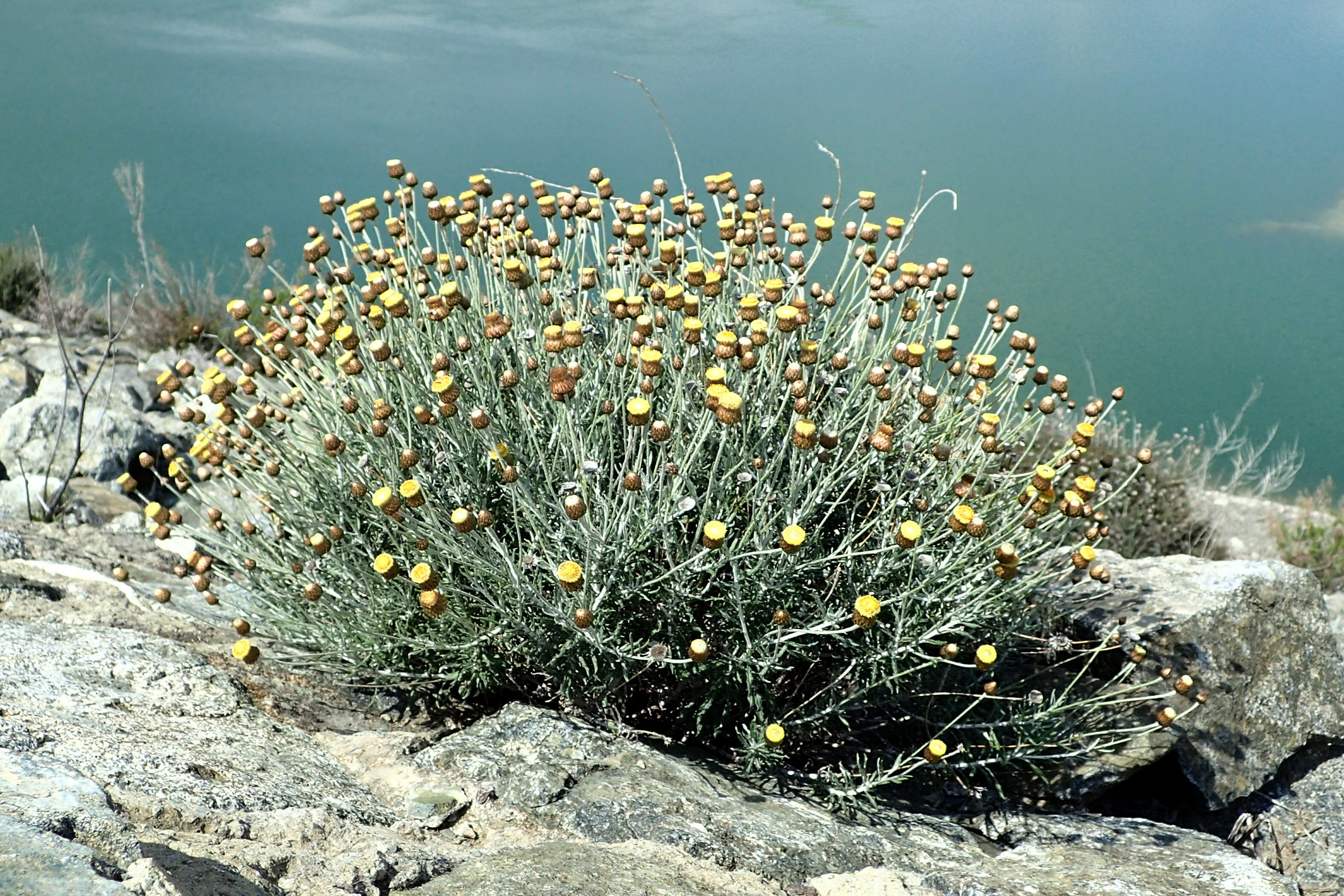
Il portamento

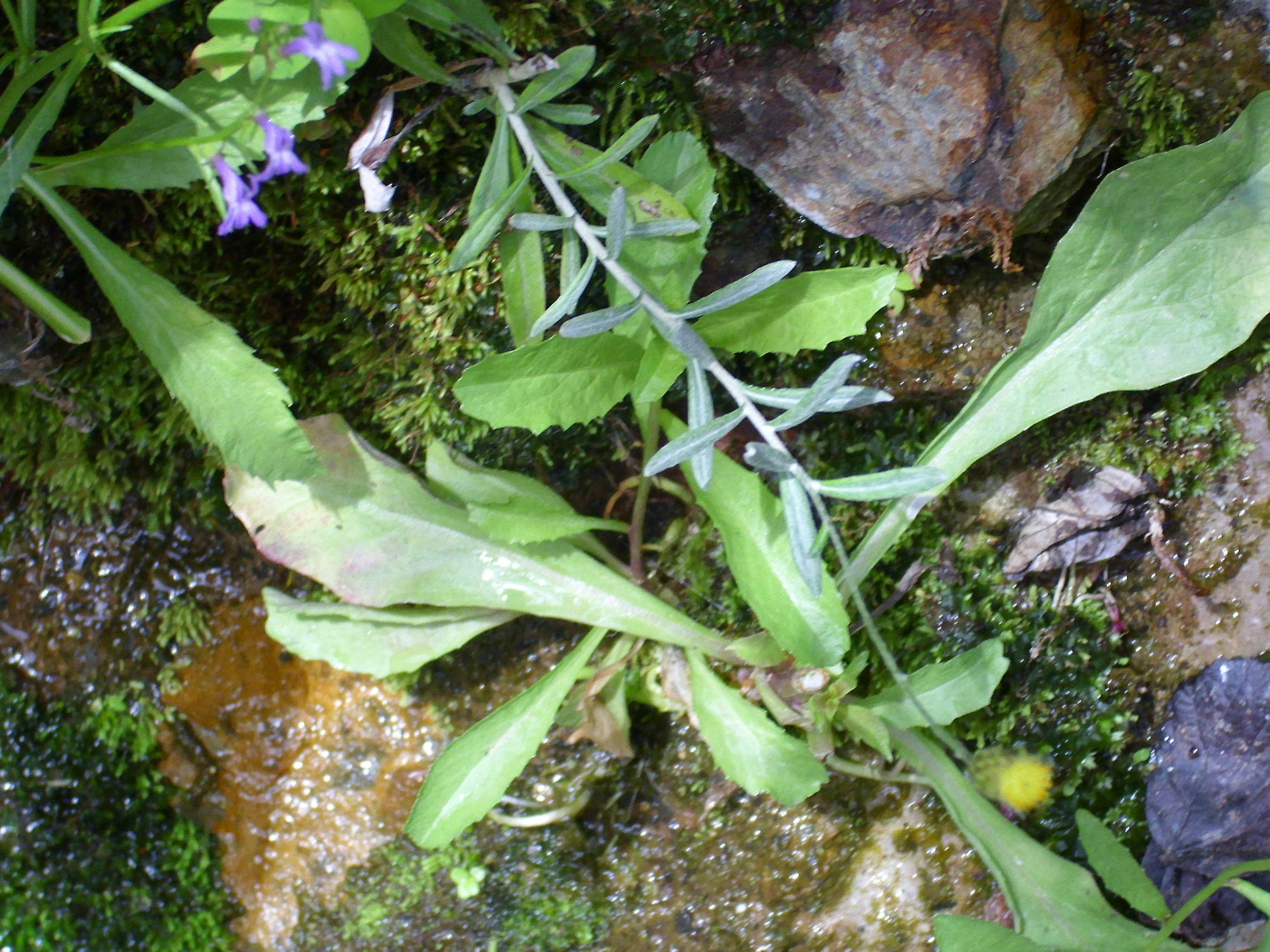
Le foglie

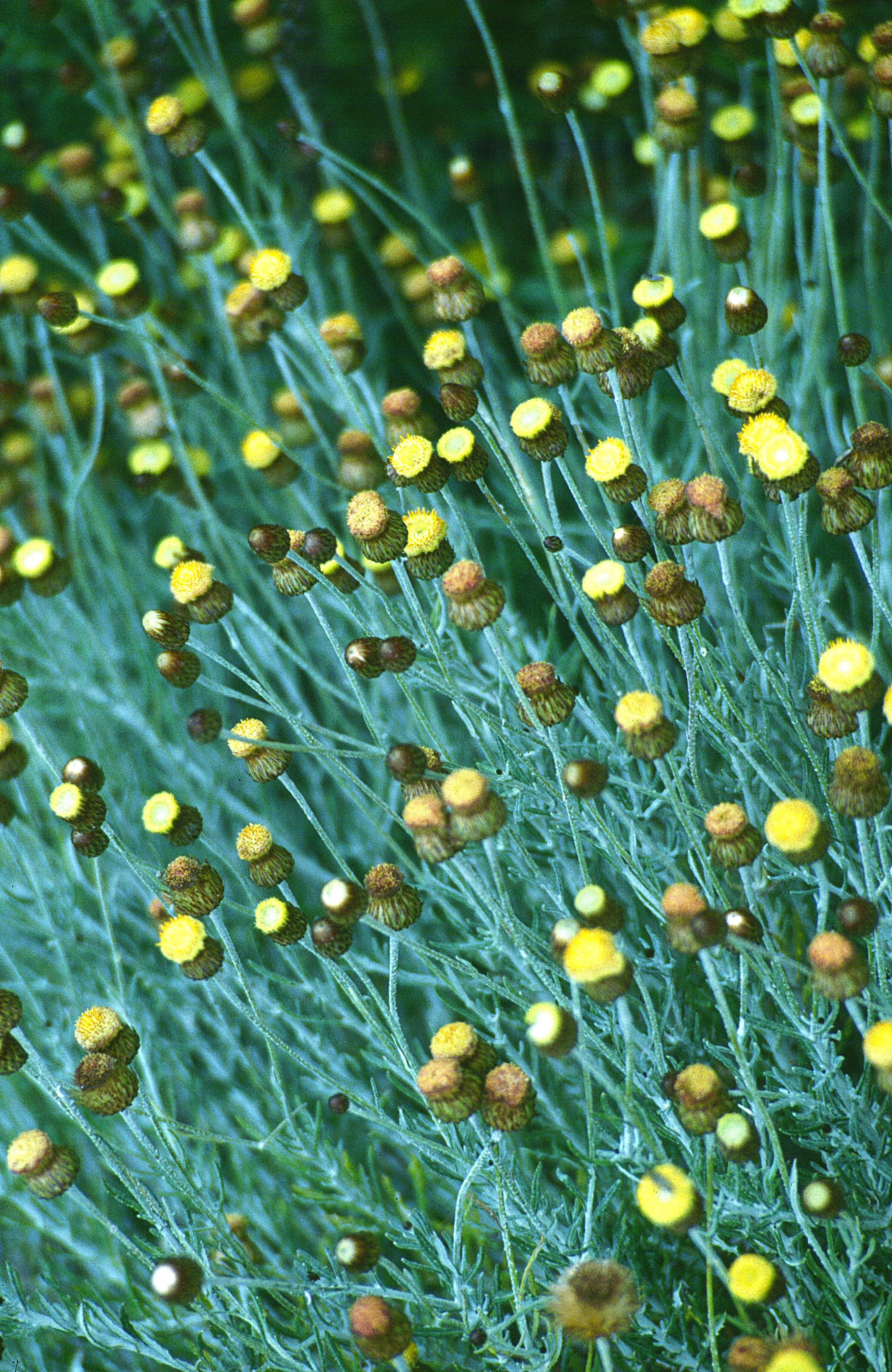
Infiorescenza

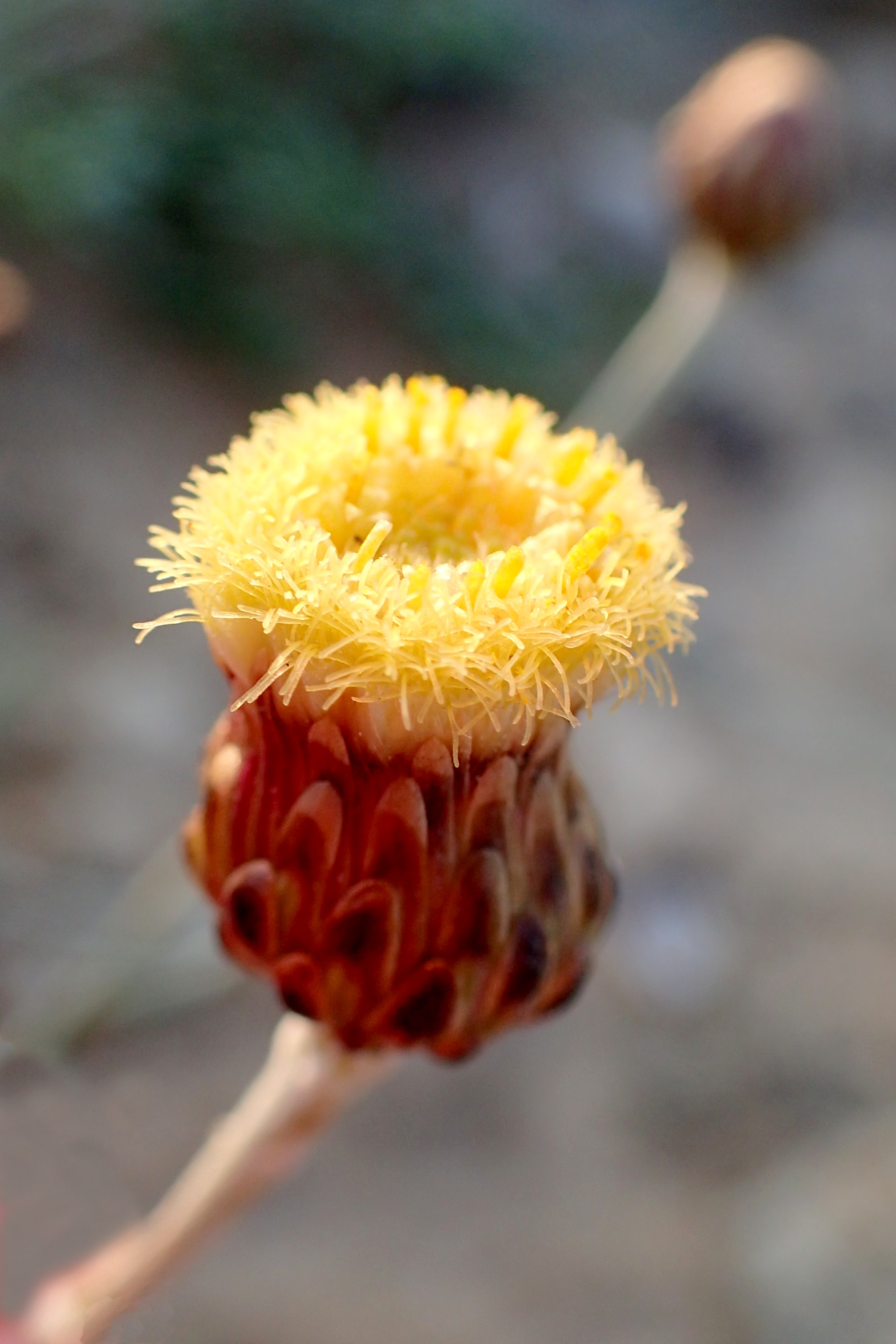
I fiori

Habitus. La specie di questa voce ha un habitus di tipo erbaceo perenne con base legnosa. La forma biologica è camefita suffruticosa (Ch suffr), sono piante perenni e legnose alla base, con gemme svernanti poste ad un'altezza dal suolo tra i 2 ed i 30 cm (le porzioni erbacee seccano annualmente e rimangono in vita soltanto le parti legnose).I cauli di queste piante sono provvisti del floema, ma non di canali resiniferi; mentre i sesquiterpeni lattoni sono normalmente assenti (piante senza lattice).
Fusto. La parte aerea in genere è eretta, semplice o ramosa. Sul fusto è bianco-tomentosa. I rami si presentano arcuato-ascendenti e densamente fogliosi. Altezza media delle piante: 1 - 3 dm.
Foglie. Le foglie in genere sono disposte in modo alternato e sono brevemente picciolate o sessili. La lamina è intera ed ha delle forme lineari-spatolate con apici acuti; i margini sono denticolati e revoluti. La superficie è bianco-tomentosa sulla faccia inferiore; glabra o più o meno tomentosa su quella superiore. Dimensione delle foglie: 3 - 4 x 20 – 25 mm.
Infiorescenza. Le sinflorescenze sono sia scapose che composte da alcuni capolini raccolti in formazioni corimbose. Le infiorescenze vere e proprie sono formate da un capolino terminale peduncolato, all'apice di rami afilli, di tipo discoide (con fiori omogami) o disciforme (con fiori eterogami). I capolini sono formati da un involucro, con forme ovoidali, composto da diverse brattee, al cui interno un ricettacolo fa da base ai fiori. Le brattee, glabre o pelose a consistenza cartilaginea o cartacea, colorate di bruno-dorato e non undulate sui bordi, sono disposte in modo più o meno embricato su più serie e possono essere connate alla base; talora possono avere un margine ialino. Il ricettacolo è nudo ossia senza pagliette a protezione della base dei fiori; la forma è piatta. Dimensione del peduncolo: 4 – 7 cm. Dimensione dell'involucro: 6 - 10 x 8 – 12 mm.
Fiori. I fiori sono tetra-ciclici (formati cioè da 4 verticilli: calice – corolla – androceo – gineceo) e pentameri (calice e corolla formati da 5 elementi). Sono inoltre tubulosi, attinomorfi e si distinguono in:
- fiori del disco esterni: sono molti su 1 – 3 serie; sono femminili e filiformi;
- fiori del disco centrali: sono pochi; sono ermafroditi.

In questo gruppo di piante i fiori radiati (ligulati o del raggio) sono assenti; a volte sono confusi con i fiori femminili (tubulosi) del disco esterno più o meno sub-zigomorfi con un lembo piatto e possono essere interpretati come fiori del raggio.
- Formula fiorale:

*/x K {\displaystyle \infty }, [C (5), A (5)], G 2 (infero), achenio
- Calice: i sepali del calice sono ridotti ad una coroncina di squame.
- Corolla: la forma della corolla normalmente è tubolare con 5 lobi (raramente 4); i lobi hanno una forma deltata o più o meno lanceolata. I colori della corolla sono giallo e giallo pallido. Lunghezza dei fiori: 6 – 8 mm.
- Androceo: l'androceo è formato da 5 stami sorretti da filamenti generalmente liberi; gli stami sono connati e formano un manicotto circondante lo stilo; le teche (produttrici del polline) sono prive di sperone; le appendici apicali delle antere hanno delle forme piatte; il tessuto endoteciale (rivestimento interno dell'antera) è quasi sempre polarizzato (con due superfici distinte: una verso l'esterno e una verso l'interno). Il polline è di tipo echinato (con punte sporgenti) a forma sferica è formato inoltre da due strati di ectesine, mentre lo strato basale è spesso e regolarmente perforato (tipo “gnafaloide”).[6]
- Gineceo: l'ovario è infero uniloculare formato da 2 carpelli. Lo stilo (il recettore del polline) è intero o biforcato con due stigmi nella parte apicale. Gli stigmi hanno una ottusa; possono essere ricoperti da minute papille o avere dei penicilli apicali e dorsali. Le superfici stigmatiche sono separate.[6]
- Antesi: da febbraio a giugno.

Frutti. I frutti sono degli acheni con pappo. Gli acheni sono piccoli a forma variabile da ellissoide a turbinata; la superficie è ricoperta di peli doppi allungati; il pericarpo può essere percorso longitudinalmente da 2 – 3 fasci vascolari. Il pappo in genere ridotto, è formato da setole capillari (piumose o barbate) connate in un anello e disposte sun una fila. Dimensione dell'achenio: 0,8. Lunghezza del pappo: 6 – 8 mm.

## Biologia
Impollinazione: l'impollinazione avviene tramite insetti (impollinazione entomogama tramite farfalle diurne e notturne).

Riproduzione: la fecondazione avviene fondamentalmente tramite l'impollinazione dei fiori (vedi sopra).

Dispersione: i semi (gli acheni) cadendo a terra sono successivamente dispersi soprattutto da insetti tipo formiche (disseminazione mirmecoria). In questo tipo di piante avviene anche un altro tipo di dispersione: zoocoria. Infatti gli uncini delle brattee dell'involucro (se presenti) si agganciano ai peli degli animali di passaggio disperdendo così anche su lunghe distanze i semi della pianta. Inoltre per merito del pappo il vento può trasportare i semi anche a distanza di alcuni chilometri (disseminazione anemocora).

## Distribuzione e habitat

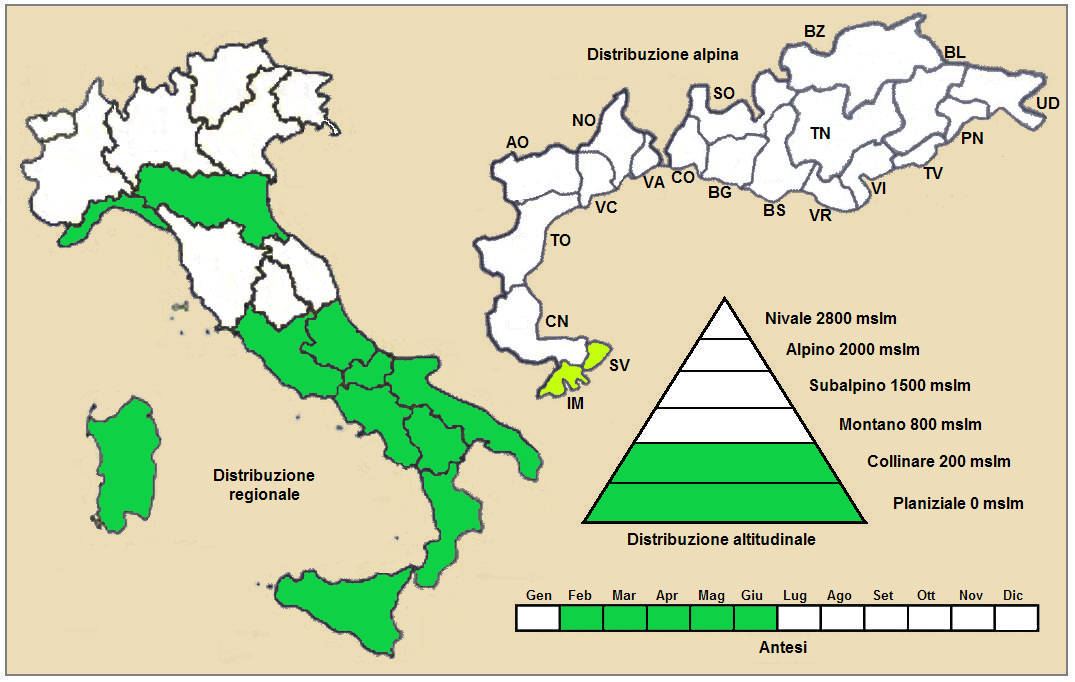
Distribuzione della pianta (Distribuzione regionale – Distribuzione alpina)

Geoelemento: il tipo corologico (area di origine) è Mediterraneo.
Distribuzione: in Italia questa specie si trova comunemente su tutto il territorio (meno frequente al Nord). Fuori dall'Italia, sempre nelle Alpi, questa specie si trova in Francia, Svizzera e Austria. Sugli altri rilievi collegati alle Alpi è presente nella Foresta Nera. Nel resto dell'Europa e dell'areale del Mediterraneo si trova dal Portogallo all'Iran (compresa l'Africa settentrionale).
Habitat: l'habitat preferito per queste piante sono le rupi calcaree e i muri. Il substrato preferito è calcareo con pH basico, bassi valori nutrizionali del terreno che deve essere arido.
Distribuzione altitudinale: sui rilievi alpini, in Italia, queste piante si possono trovare fino a 900 m s.l.m.; nelle Alpi frequentano quindi i seguenti piani vegetazionali: collinare (oltre a quello planiziale).

### Fitosociologia

#### Areale alpino
Dal punto di vista fitosociologico alpino Phagnalon rupestre appartiene alla seguente comunità vegetale:
Formazione: delle comunità delle fessure, delle rupi e dei ghiaioni.
Classe: Asplenietea trichomanis
Ordine: Asplenietalia glandulosi

#### Areale italiano
Per l'areale completo italiano la specie appartiene alla seguente comunità vegetale:
Macrotipologia: arbustivi
Classe: Cisto cretici-micromerietea julianae Oberdorfer ex Horvatic, 1958
Ordine: Cisto cretici-ericetalia manipuliflorae Horvatic, 1958
Alleanza: Cisto cretici-ericion manipuliflorae Horvatic, 1958
Descrizione: l'alleanza Cisto cretici-ericion manipuliflorae è relativa alle garighe (camefite) termoxerofile nanofanerofitiche e calcicole delle aree post-incendio in zone sia costiere che interne di tipo illirico distribuite in Italia nei settori costieri e subcostieri adriatici e jonici anche submontani (Appennino centrale e meridionale).
Alcune specie presenti nell'associazione: Erica manipuliflora, Calicotome infesta, Cistus creticus, Cistus monspeliensis, Cistus salviifolius, Thymus capitatus, Rosmarinus officinalis, Micromeria fruticulosa e Phlomis fruticosa.

## Tassonomia
La famiglia di appartenenza di questa voce (Asteraceae o Compositae, nomen conservandum) probabilmente originaria del Sud America, è la più numerosa del mondo vegetale, comprende oltre 23.000 specie distribuite su 1.535 generi, oppure 22.750 specie e 1.530 generi secondo altre fonti (una delle checklist più aggiornata elenca fino a 1.679 generi). La famiglia attualmente (2021) è divisa in 16 sottofamiglie; la sottofamiglia Asteroideae è una di queste e rappresenta l'evoluzione più recente di tutta la famiglia.

### Filogenesi
Il genere di questa voce è descritto nella tribù Gnaphalieae (una delle 21 tribù della sottofamiglia Asteroideae) e in particolare nella sottotribù Relhaniinae. Da un punto di vista filogenetico, la tribù Gnaphalieae fa parte del supergruppo (o sottofamiglia) "Asteroideae grade"; l'altro è il supergruppo "Non-Asteroideae" contenente il resto delle sottofamiglie delle Asteraceae. All'interno del supergruppo è vicina alle tribù Senecioneae, Calenduleae, Astereae e Anthemideae.
La sottotribù Relhaniinae (Relhania Clade) è un gruppo formalmente riconosciuto appartenente alla grande tribù delle Gnaphalieae. Relhaniinae, da un punto di vista filogenetico, è divisa in due cladi; Phagnalon insieme ai generi appartiene al primo clade (tutti generi monofiletici). Phagnalon insieme al genere Pentatrichia formano un "gruppo fratello" con il resto del clade. "Pentatrichia" e "Phagnalon" condividono alcune sinapomorfie, come le lunghe antere caudate e i cuscini cerosi all'esterno dei lobi della corolla.
La specie di questa voce è a capo del "Complesso di Phagnalon rupestre". Questo gruppo è caratterizzato da piante ramose, da foglie lineari-spatolate e glabre o tomentose sulla pagina superiore, capolini isolati a forma ovoide su rami afilli, fiori giallastri e acheni con pappo. Comprende le seguenti entità:
- Phagnalon rupestre subsp. illyricum (H.Lindb.) Ginzb.: si distingue per le foglie con margini interi (revoluti-erosi).
- Phagnalon rupestre subsp. rupestre: si distingue per le foglie con 2 - 4 denti per lato.

Inoltre:
- Phagnalon rupestre subsp. morisianum (Ces., Pass. & Gibelli) Arcang.: nella "Flora d'Italia" (edizione seconda - 2018) questa sottospecie è indicata di scarso valore tassonomico.
- Phagnalon graecum   Boiss. & Heldr.: nella "Flora" questa entità è da approfondire.
- Phagnalon metlesicsii Pignatti: questa entità secondo la "Flora" è indicata come specie, mentre secondo altre checklist è un sinonimo di Phagnalon rupestre subsp. illyricum.

I caratteri distintivi per la specie  Phagnalon rupestre  sono:
- le foglie hanno delle forme lineari-spatolate con dimensioni: 3 - 4 x 20 - 25 mm;
- la pubescenza (delle foglie) è bianco-lanosa di sotto e tomentose o glabre di sopra;
- i capolini sono solitari (infiorescenze scapose);
- le brattee dell'involucro non sono ondulate sui bordi apicali.

Il numero cromosomico della specie è: 2n = 18 .

### Variabilità
Per questa specie sono riconosciute le seguenti sottospecie:
- Phagnalon rupestre subsp. illyricum (H.Lindb.) Ginzb., 1921 - Distribuzione: Mediterraneo occidentale (compresa l'Italia).
- Phagnalon rupestre subsp. morisianum  (Ces., Pass. & Gibelli) Arcang., 1894 - Distribuzione: Sardegna
- Phagnalon rupestre subsp. rupestre - Distribuzione: Mediterraneo orientale (compresa l'Italia).

### Sinonimi
Sono elencati alcuni sinonimi per questa entità:
- Conyza rupestris L., 1767
- Gnaphalon rupestre  (L.) Lowe, 1868
- Phagnalon saxatile subsp. rupestre  (L.) Ball, 1878

Sinonimi per la sottospcie illyricum
- Phagnalon annoticum Jord. ex Burnat
- Phagnalon geminiflorum var. annoticum  (Jord. ex Burnat) P.Fourn.
- Phagnalon geminiflorum var. tenorei  (Spreng.) P.Fourn.
- Phagnalon graecum subsp. illyricum  (H.Lindb.) Ginzb.
- Phagnalon metlesicsii  Pignatti
- Phagnalon rupestre var. annoticum  (Jord. ex Burnat) Burnat
- Phagnalon rupestre subsp. annoticum  (Jord. ex Burnat) Pignatti
- Phagnalon rupestre var. illyricum  H.Lindb.
- Phagnalon rupestre var. metlesicsii  (Pignatti) Domina & Giardina
- Phagnalon saxatile subsp. tenorei  (Spreng.) Bonnier

Sinonimi per la sottospcie morisianum
- Phagnalon calycinum var. morisianum Ces., Pass. & Gibelli

Sinonimi per la sottospcie rupestre
- Conyza auriculata  Moench
- Conyza geminiflora  Ten.
- Conyza saxatilis  Ten.
- Conyza tomentosa  Forssk.
- Phagnalon geminiflorum  Nyman
- Phagnalon spathulatum  H.Lindb.